# 苯甲酸镍
苯甲酸镍是Ni2+的苯甲酸盐，化学式为(C6H5COO)2Ni。

## 制备
苯甲酸镍可由苯甲酸和氢氧化镍(II)在水中反应制备：
2 C6H5COOH + Ni(OH)2 + H2O → (C6H5COO)2Ni·3H2O
三水合物在142~252℃失去一分子结晶水，在252~318℃变为无水物。
以镍片作为阳极，铂片作为阴极，电解苯甲酸的丙酮溶液，可以制备无水苯甲酸镍。

## 化学性质
苯甲酸镍受热可以分解，在氮气气氛中，分解产物是碳酸镍和一些有机化合物，碳酸镍可以进一步分解为一氧化镍和二氧化碳。分解出的有机物主要有三苯甲烷和二苯甲酮；联苯、芴等也被检测到。
三水合苯甲酸镍在真空中，除了失水外，还会产生苯甲酸、苯酚、碳、镍、氧化镍、碳化镍等产物。
另有文献指出，苯甲酸镍的无水物和水合物有着不同的稳定性及热分解过程。无水物可以稳定至230℃，受热的最终产物是一氧化镍；而四水合物在100℃便开始分解，受热的最终产物是金属镍。

## 配合物
苯甲酸镍可以形成[Ni2(μ2-Bz)4(HBz)2]（Bz＝C6H5COO−）双核配合物，它可通过苯甲酸钠、硝酸镍、2,2'-联吡啶的溶剂热反应制备。
苯甲酸镍也可以和联氨形成配合物Ni(C6H5COO)2(N2H4)2，为蓝色晶体，可以通过硝酸镍和苯甲酸联氨在水溶液中反应得到。